# Atentado à escola em Cazã em 2021
O atentado à escola em Cazã foi uma ação criminosa que ocorreu na cidade de Cazã, Tartaristão, na Rússia. Os motivos do atentado ainda estão sendo estudados. Um ex-aluno da escola de 19 anos de idade foi preso, e com ele havia uma espingarda semi-automática de calibre 12 utilizada no ataque, que era legalizada e havia sido comprada duas semanas antes em uma loja de armas local. Pelo menos 9 pessoas morreram.
Após o ocorrido, um homem de identidade não revelada foi morto após trocar tiros com a polícia em um prédio local. Ele não é apresentado nas câmeras de segurança, porém sua participação no atentado é estudada.

## Eventos
Segundo relatos, o jovem de 19 anos entrou na escola e começou a atirar em todos os alunos que achava. Ele detonou uma bolsa de explosivos caseiros e subiu até o terceiro andar da escola; após o acionamento do alarme de pânico, as portas foram todas fechadas assim tentando imobilizar o agressor no corredor, mesmo com as portas fechadas o agressor conseguiu entrar em uma sala do terceiro andar que continha quatro alunos, que pularam pela janela. A polícia chegou ao local e conseguiu prender o agressor, que não resistiu a prisão. São investigados se não eram dois agressores e/ou uma cumplice que facilitou o massacre.
No momento do ataque havia 1049 alunos e 49 funcionários na escola, e o botão de pânico instalado recentemente no colégio permitiu que o atentado não causasse mais mortes, tendo em vista que todos alunos foram evacuados rapidamente e os que não foram evacuados conseguiram se trancar nas salas, assim dificultando a entrada do agressor e dando tempo para polícia agir.

## Vítimas
Nove pessoas morreram durante o tiroteio, sete das quais eram alunos da oitava série e duas eram professores. Outras 23 pessoas ficaram feridas, sendo 20 estudantes de 7 a 15 anos e três adultos. Pelo menos sete estudantes feridos foram hospitalizados com ferimentos de bala, demais sofreram ferimentos por pular do terceiro andar ou pelos estilhaços da bomba caseira detonada. O Ilyushin Il-76, do Ministério de Situações de Emergência, transportou nove feridos, incluindo cinco estudantes, de Cazã a Zhukovsky. Após o desembarque, ambulâncias transportaram os feridos para Moscou.
Relatórios de uma agência de notícias estatal disseram que dois dos estudantes falecidos morreram devido a ferimentos causados por pular de janelas do terceiro andar para escapar do suspeito. As outras vítimas morreram de ferimentos à bala.

## Repercussão e discussão sobre o porte de armas

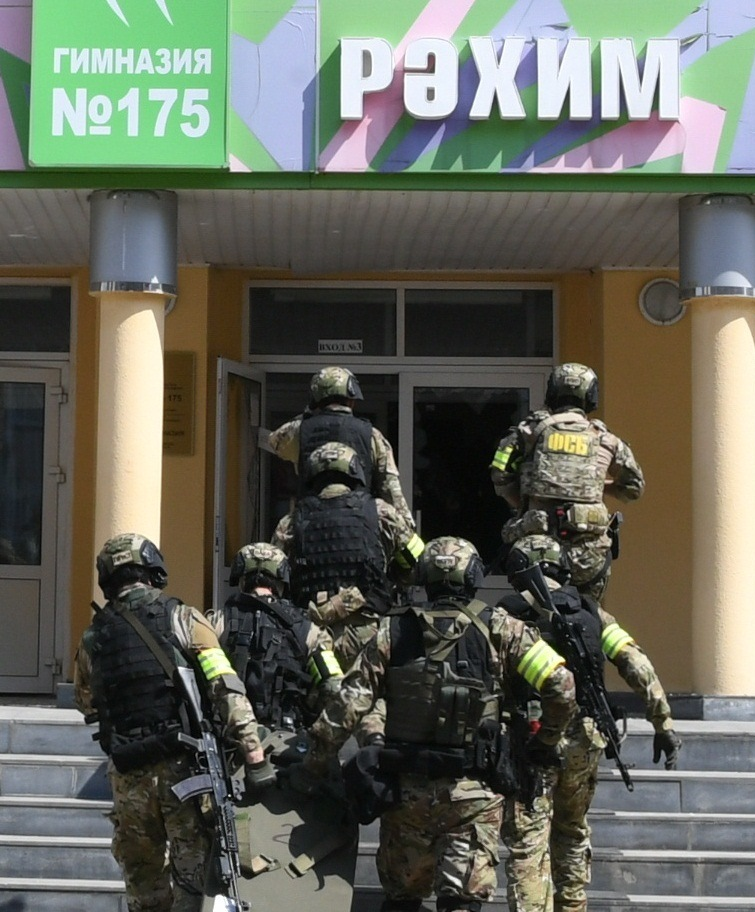
Serviço de segurança nacional entra na escola após o atentado

Procurado, o vendedor da loja de armas no qual a arma foi vendida, explicou que o jovem possuía tudo que era necessário para comprar uma arma, ele havia carteira para porte de armas, sua identidade e idade legal para compra de armas. Mesmo com problemas mentais preexistentes a polícia investiga como o agressor teve fácil acesso a uma carteira para porte de armas.
Tendo em vista que o agressor estava com uma arma registrada em seu nome, o governo da Rússia prometeu dificultar o acesso a armas de fogo, principalmente as armas de alto calibre, que foram utilizadas no ataque a escola. Após prestar as condolências as vitimas e através de seu assessor o presidente da Rússia Vladimir Putin fez a seguinte declaração:
| “                                     | O presidente determinou que se elabore urgentemente uma nova regulação sobre os tipos de armas autorizadas para a população civil, considerando o modelo usado no ataque em Cazã. | ” |
| — porta-voz do Kremlin, Dmitri Peskov | |   |

O congresso nacional russo também pretende implementar leis sobre ações anônimas na internet. A ação visa diminuir fóruns anônimos de discussão sobre assuntos violentos e sobre extremismo, assim mapeando potenciais terroristas.

## Suspeito
O suspeito do crime foi detido, seu nome é Ilnaz Galyaviev (em russo: Ильназ Галявиев). Ele não reagiu a sua detenção e foi preso com sua arma de calibre 12 ainda dentro da escola. Galyaviev irá passar por uma avaliação psicológica nos próximos meses para determinar seu estado mental.

#### Motivações
As motivações para o crime não são claras. Recentemente Galyaviev havia sido expulso da faculdade University of TISBI onde estava estudando, com relatos de problemas mentais passados (já tratados). Ele não fazia tratamento psiquiátrico frequentemente, um ano antes do crime ele havia sido diagnosticado com uma atrofia cerebral e andava bem agressivo antes do seu atentado.

#### Antes do crime
Antes do crime, Galyaviev postou em seu Telegram uma foto usando uma máscara escrito "deus" (em russo), e em sua legenda estava "Hoje vou matar uma grande quantidade de resíduos biológicos e atirar em mim mesmo." A polícia investiga o que ele queria falar com esta mensagem.

#### A arma e os explosivos
A arma utilizada no crime (uma escopeta semi-automática) foi apreendida no local junto com o atirador. A arma era licenciada e agora haverá um estudo sobre o porque, mesmo com um histórico de problemas mentais e de raiva, a licença foi cedida a Galyaviev. Em sua casa foram encontradas bombas caseiras, a polícia estuda porque não foram utilizadas as bombas, uma das teorias é que Galyaviev não teve espaço para carregar estes explosivos.

#### Pena
Galyaviev em 12 de maio se declarou culpado pelo assassinato de duas ou mais pessoas, o que acarreta uma pena máxima de prisão perpétua. Ele está detido até 11 de julho, quando ocorrerá seu julgamento.